# Pterodictya reticularis
Pterodictya reticularis är en insektsart som först beskrevs av Olivier 1791.  Pterodictya reticularis ingår i släktet Pterodictya och familjen lyktstritar. Inga underarter finns listade i Catalogue of Life.

## Bildgalleri

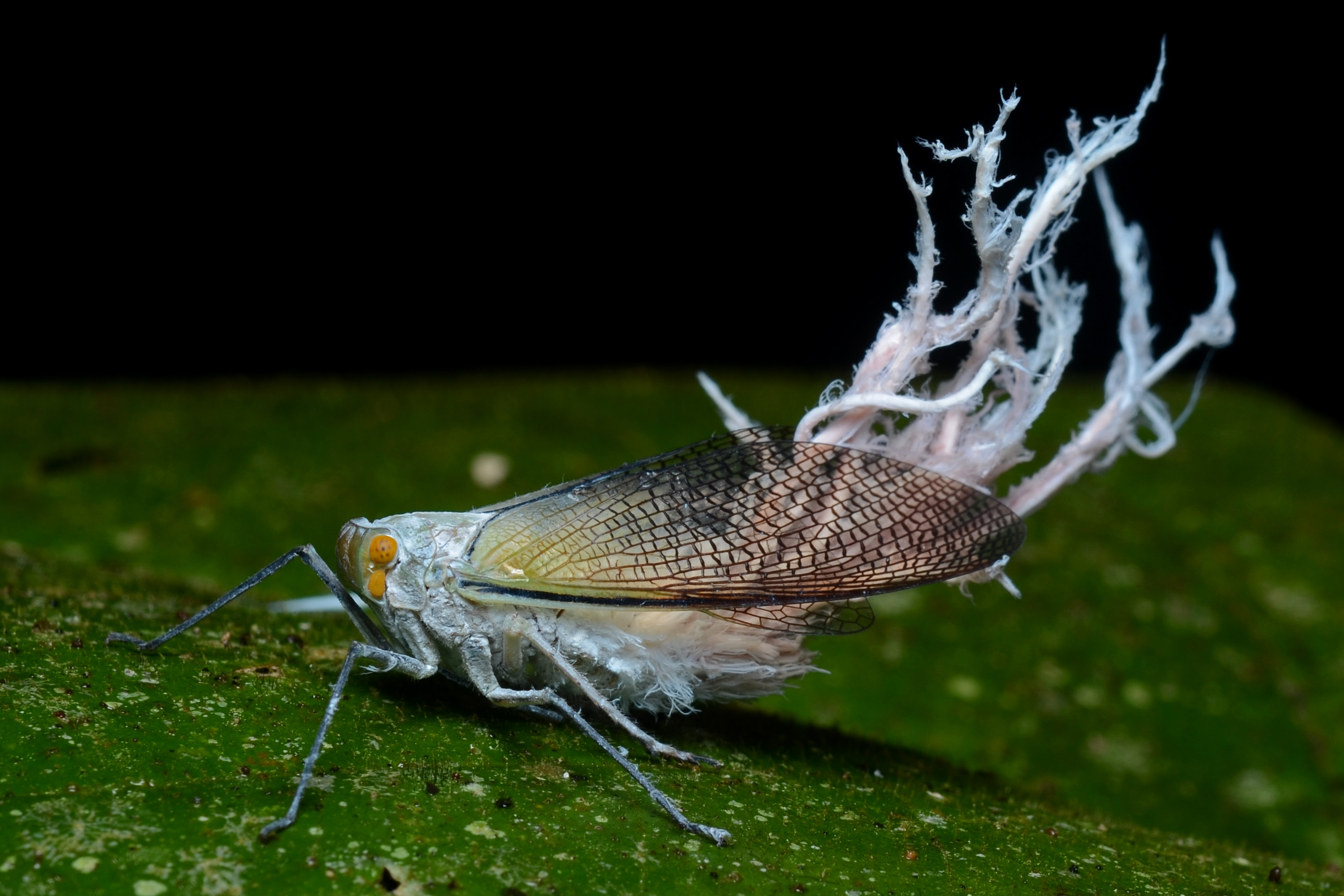